# 麥恩斯山
66°39′S 53°54′E / 66.650°S 53.900°E
麥恩斯山是南極洲的山峰，位於恩德比地，屬於內皮爾山脈的一部分，處於大霍納肯山東南約13公里、埃爾金斯山以西10公里，海拔高度2,190米。

## 外部連結
- United States Geological Survey, Geographic Names Information System (GNIS)（页面存档备份，存于）
- Scientific Committee on Antarctic Research (SCAR)
- Composite Gazetteer of Antarctica（页面存档备份，存于）